# Gmina Fajsławice
Die Gmina Fajsławice ist eine Landgemeinde im Powiat Krasnostawski der Woiwodschaft Lublin in Polen. Ihr Sitz ist das gleichnamige Dorf mit mehr als 1400 Einwohnern.

## Gliederung
Zur Landgemeinde Fajsławice gehören folgende Ortschaften mit einem Schulzenamt:
Bielecha
Boniewo
Dziecinin
Fajsławice
Ignasin
Kosnowiec
Ksawerówka
Siedliska Drugie
Siedliska Pierwsze
Marysin
Suchodoły
Wola Idzikowska
Ein weiterer Ort der Gemeinde ist Zosin.

## Gemeindepartnerschaften
- Lipany, Slowakei